# Francesco Recami
Francesco Recami (Firenze, 20 luglio 1956) è uno scrittore italiano.

## Carriera
Dopo un'iniziale esperienza nella redazione di testi divulgativi e guide di montagna, esordisce come scrittore per ragazzi con i romanzi Assassinio nel paleolitico (Mondadori, 1996) e Trappola nella neve (Le Monnier, 2001).
Nel 2006 inizia a collaborare con la casa editrice Sellerio, con cui pubblica L'errore di Platini e Il correttore di bozze (2007) e Il superstizioso (2008), con cui entra nella cinquina finalista del Premio Campiello.
Nel 2009 pubblica Il ragazzo che leggeva Maigret, che gli vale il Premio Scrittore Toscano, mentre un anno dopo esce Prenditi cura di me, che entra nella dozzina pre-finalista del Premio Strega e viene selezionato anche per il Premio Castiglioncello e il Premio Capalbio. Con La casa di ringhiera (2011), inizia la serie di gialli che hanno per investigatore l'anziano tappezziere in pensione Amedeo Consonni, circondato dai personaggi della casa di ringhiera dove abita: Gli scheletri nell'armadio (2012), Il segreto di Angela (2013), Il caso Kakoiannis-Sforza (2014). "In una casa come quella di Amedeo Consonni lo spiarsi fra vicini, il pettegolezzo, la lite condominiale, la violazione della privacy fanno parte della quotidianità e hanno abituato il protagonista a un occhio vigile su tutto ciò che lo circonda, occhio che lo aiuterà a sviluppare un talento investigativo unico nel suo genere."
 
Nel 2015 pubblica L'uomo con la valigia e la raccolta di racconti Piccola enciclopedia delle ossessioni, che si aggiudica la vittoria al Premio Chiara.
Il suo detective, particolarmente adatto per la misura del racconto breve, compare in quasi tutte le antologie di racconti gialli a tema (come per esempio il Natale, il calcio, le vacanze, ecc.) che  Sellerio ha pubblicato dal 2009 in poi.

## Opere
- 1991 - Vichinghi e antichi anglosassoni, Firenze, Giunti Editore.
- 1997 - Assassinio nel Paleolitico, Firenze Le Monnier.
- 1997 - Trappola nella neve, Firenze Le Monnier.
- 1998 - Celti e vichinghi,  Firenze, Giunti Editore.
- 2006 - L'errore di Platini, Palermo, Sellerio Editore.
- 2007 - Il correttore di bozze,Palermo, Sellerio Editore.
- 2008 - Il superstizioso, Palermo, Sellerio Editore.
- 2009 - Il ragazzo che leggeva Maigret, Palermo, Sellerio Editore.
- 2010 - Prenditi cura di me, Palermo, Sellerio Editore.
- 2021 - L' educazione sentimentale di Eugenio Licitra, Sellerio Editore.
- 2022 - I killer non vanno in pensione, Sellerio Editore.
- 2023 - Mondo Cane, Mar dei Sargassi Edizioni

### Serie Commedia nera
1. 2017 - Commedia nera n. 1, Palermo, Sellerio Editore.
2. 2018 - La clinica Riposo & Pace. Commedia nera n. 2, Palermo, Sellerio Editore.
3. 2019 - L'atroce delitto di via Lurcini. Commedia nera n. 3, Palermo, Sellerio Editore.
4. 2020 - La cassa refrigerata, Commedia nera n. 4, Palermo, Sellerio Editore

### Serie La ringhiera
1. 2011 - La casa di ringhiera, Palermo, Sellerio Editore.
2. 2012 - Gli scheletri nell'armadio, Palermo,  Sellerio Editore.
3. 2013 - Il segreto di Angela, Palermo, Sellerio Editore.
4. 2014 - Il caso Kakoiannis-Sforza, Palermo, Sellerio Editore.
5. 2015 - L’uomo con la valigia, Palermo, Sellerio Editore.
6. 2016 - Morte di un ex tappezziere, Palermo, Sellerio Editore.
7. 2016 - Festa di Carnevale nella casa di ringhiera, Palermo, Sellerio Editore (Corti 44 pagine) è tratto dall'antologia 'Carnevale in giallo'
8. 2018 - Il diario segreto del cuore, Palermo, Sellerio Editore.
9. 2019 - La verità su Amedeo Consonni, Palermo, Sellerio Editore.
10. 2023 - Colpo grosso ai Frigoriferi Milanesi, Palermo, Sellerio Editore

### Racconti
- 2009 - Le lenti progressive,  in Articolo 1. Racconti sul lavoro, Palermo, Sellerio Editore.
- 2014 - Il mostro del Casoretto,  in La scuola in giallo,  Palermo, Sellerio Editore.
- 2015 - Chi ha pane non ha i denti, chi ha denti non ha pane,  in La crisi in giallo, Palermo, Sellerio Editore.
- 2015 - Turisti innamorati a Firenze,  in Turisti in giallo,  Palermo, Sellerio Editore.
- 2015 - Piccola enciclopedia delle ossessioni, Palermo, Sellerio Editore.
- 2016 - Progresso-Audace 3-2,  in Il calcio in giallo,  Palermo, Sellerio Editore.
- 2017 - Natale con i tuoi,  in Storie di Natale,  Palermo, Sellerio Editore.
- 2017 - Il testimone,  in Viaggiare in giallo,  Palermo, Sellerio Editore.
- 2017 - Ottobre in giallo a Milano,  in Un anno in giallo,  Palermo, Sellerio Editore.
- 2018 - La rete nera e la rete bianca, in Una giornata in giallo, Palermo, Sellerio Editore.
- 2019 - I gioielli di Madame de***, in Cinquanta in blu. Otto racconti gialli, Palermo, Sellerio Editore.